# Parafia Świętych Apostołów Piotra i Pawła w Detroit
Parafia Świętych Apostołów Piotra i Pawła w Detroit (ang. SS. Peter and Paul Parish) – parafia rzymskokatolicka położona w Detroit w stanie Michigan w Stanach Zjednoczonych.
Jest ona wieloetniczną parafią w zachodniej części Detroit, Dearborn, z mszą św. w j. polskim, dla polskich imigrantów.
Parafia została założona w 1923 roku i dedykowana Świętym Apostołom Piotrowi i Pawłowi.